# Ива Обрадовић
Ива Обрадовић (рођена 6. маја 1984. у Новом Саду, Југославија) је српска веслачица. Освојила је два сребра на Европским првенствима, 
2011. је освојила медаљу у дубл скулу са Иваном Филиповић, а 2012. у скифу.
Била је учесник Олимпијских игара у Пекингу 2008. где је заузела 5. место у Б финалу, односно 11. место у укупном пласману.